# Club Social y Deportivo Flandria
Il Club Social y Deportivo Flandria, o semplicemente Flandria, è una società calcistica argentina con sede nella città di Jáuregui, nella provincia di Buenos Aires. Milita nella Primera B Nacional, la seconda serie del calcio argentino.
Fondata nel 1941 da un gruppo di lavoratori tessili, si affiliò all'AFA nel 1947 e nel 1952 si guadagnò un posto nelle divisioni inferiori dei campionati professionistici vincendo il torneo Tercera de Ascenso.
Nel 1960 inaugura il suo attuale stadio, il Carlos V.

## Palmarès

### Competizioni nazionali
- Primera D: 1

1952
- Primera C Metropolitana: 1

1997-1998
- Primera B Metropolitana: 2

2016, 2021